# Devil's Peak
Devil’s Peak (« pic du diable ») est un sommet surplombant la ville du Cap, en Afrique du Sud. Il est l'une des formations géologiques notables de la ville avec Lion's Head et la montagne de la Table. 
Appelé également Wind-berg ou Charles Mountain par le passé, les origines du nom anglais de Devil's Peak sont incertaines. Il pourrait valoir son nom au cartographe vénitien, Fra Mauro, qui avait créé une carte du monde où le bout le plus méridional de l'Afrique était désigné sous le nom de Cabo di Diab — le cap du Diable. L'association avec le diable aurait simplement migré vers la montagne qui flanque la ville du Cap. Ce serait ensuite devenu une traduction du néerlandais Duiwels Kop voire de Duifespiek.

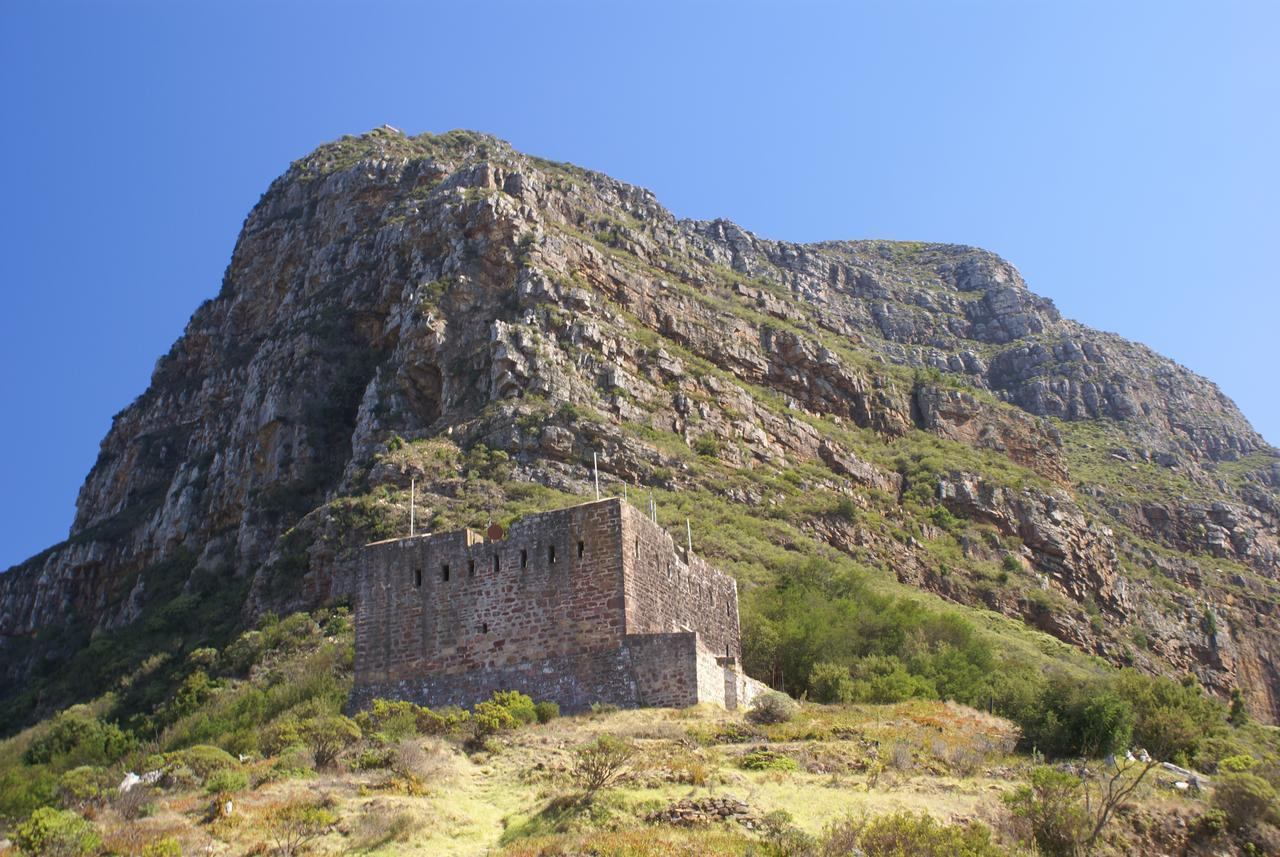
Le blockhaus du roi George III (1796), situé sur Devil’s Peak.

Sur les pentes orientales de Devil's Peak se trouvent le Rhodes Memorial, l'Université du Cap, l'hôpital de Groote Schuur et le domaine de Groote Schuur. Ces sites offrent une vue sur les banlieues du Cap et les Cape Flats jusqu'à Stellenbosch, Somerset West et les montagnes du Boland. Un certain nombre de blockhaus (ou de petites fortifications militaires) et des canons sont également situés sur Devil's Peak.